# Meteor 50
A Meteor 50 egy középtávú teljesítménytúra a Budai-hegységben, amelyet 1990 óta minden évben megrendeznek. Itiner alapján a hossza 51,2 km. A szintemelkedése 1370 méter. Szervezője a Meteor TTE.

## Útvonala
Hűvösvölgy – Hárshegy vasútállomás – Nagy-Hárs-hegy – Szépjuhászné – János-hegy – Virág-völgy – Csacsi-rét – Budaörsi-hegy – Piktortégla-üregek – Farkas-hegy – Kies-völgy – Sorrento – Kavics-árok – Meteor-szurdok – Budakeszi – mamutfenyők – Hosszúhajtási-kőbánya – Erzsébet-erdészlak – Fekete-hegyek, Tarnai-pihenő – Nagy-Kopasz, Csergezán-kilátó – Nagykovácsi – Zsíros-hegy, turistaház romja – Remete-szurdok – Máriaremete, templom –  Remete-kertváros – Nagy-rét – Hűvösvölgy.

## Résztávok
- Meteor Maraton: A Tarnai pihenőtől rövidít a Remete-szurdokig. Hossza 43,3 km. A szintemelkedése 1230 méter.
- Meteor 21A: A rajttól a mamutfenyőkig tart. Hossza 21,4 km. A szintemelkedése 750 méter.
- Meteor 21B: A mamutfenyőktől a Meteor Maraton rövidített útvonalán halad a célig. Hossza 21,9 km. A szintemelkedése 480 méter.

## Díjazás
A teljesítés számától függően különböző jelvények, illetve az igazoló lap első oldalán egy a teljesítést igazoló emléklap.

## Statisztika
- 1996. 444 induló. 411 teljesítő. (Meteor 50: 211 induló, 203 teljesítő. Meteor Maraton: 43 induló, 43 teljesítő. Meteor 21: 190 induló, 165 teljesítő.)
- 1998. 434 induló. 406 teljesítő. (Meteor 50: 153 induló, 134 teljesítő. Meteor Maraton: 44 induló, 39 teljesítő. Meteor 21: 237 induló, 233 teljesítő.)
- 1999. 483+1 induló. 450+1 teljesítő. (Meteor 50: 130+1 induló, 123+1 teljesítő. Meteor Maraton: 27 induló, 24 teljesítő. Meteor 21A: 256 induló, 240 teljesítő. Meteor 21B: 70 induló, 63 teljesítő.)
- 2008. 382 induló. 357 teljesítő. (Meteor 50: 109 induló, 102 teljesítő. Meteor Maraton: 37 induló, 33 teljesítő. Meteor 21A: 142 induló, 133 teljesítő. Meteor 21B: 94 induló, 89 teljesítő.)